# Prelungirea Ghencea (stație de metrou)
Prelungirea Ghencea este o stație de metrou a magistralei M5, magistrală ce urmează a fi construită în București și care va uni cartierele Drumul Taberei și Pantelimon.